# A'ala Hubail
A'ala Hubail (علاء حبيل, DMG ʿAlāʾ Ḥubail; * 25. Juni 1982 in Sitra) ist ein bahrainischer ehemaliger Fußballspieler.
Er spielte 2002–2004 zusammen mit seinem Bruder Mohamed Hubail für den bahrainischen Klub Al-Ahli und die Nationalelf Bahrains. 2004 wechselten die Hubails zu Al-Gharafa (Katar). Spätestens seit dem Gewinn des Goldenen Schuhs bei der Asienmeisterschaft 2004 (zusammen mit Ali Karimi) gilt er als einer der besten Stürmer Asiens. Bei der Wahl zu Asiens Fußballer des Jahres wurde er hinter Ali Karimi Zweiter. Mit Bahrain stieß er bis in die letzte Play-off-Runde der Fußball-Weltmeisterschaft 2006 in Deutschland vor, in dem die Mannschaft gegen Trinidad und Tobago mit 1:1 und 0:1 ausschieden.

## Leben
Während der Proteste in Bahrain 2011/2012 half Hubail bei Demonstrationen als Sanitäter. Sowohl er als auch sein
Bruder Mohamed wurden im April 2011 verhaftet. Hubail wurde vermutlich gefoltert.